# Explotació minera d'asteroides

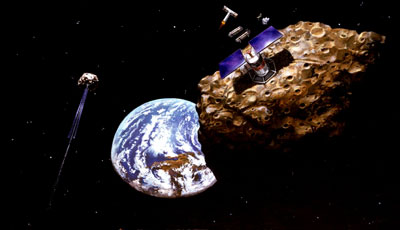
Concepció artística de l'explotació minera d'asteroides

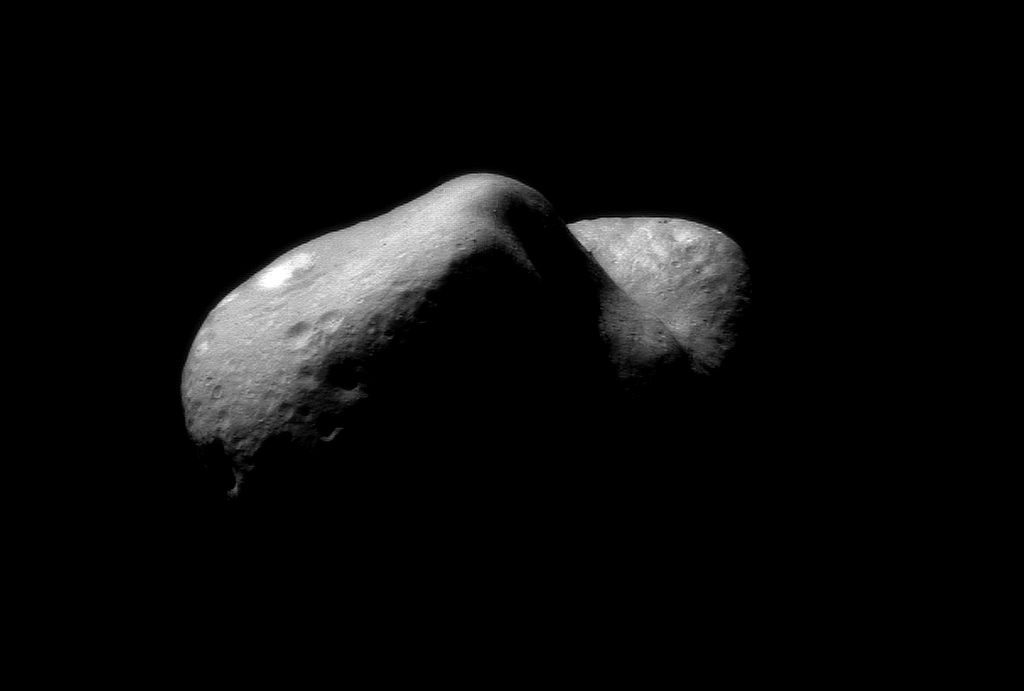
(433) Eros és un asteroide de tipus S en una òrbita propera a la Terra

L'explotació minera d'asteroides es refereix a la possibilitat d'explotar les matèries primeres dels asteroides i altres planetes menors, inclosos els objectes propers a la Terra. Els minerals i els compostos volàtils poden ser extrets d'un asteroide o cometa per proporcionar l'espai de construcció de materials (per exemple, ferro, níquel, titani), extreure l'aigua i l'oxigen per sostenir la vida dels astronautes exploradors en l'espai, així com a l'hidrogen i l'oxigen per al seu ús com a combustible per a coets. En l'exploració de l'espai, a aquestes activitats se'ls coneix com a utilització de recursos in situ.

## Propòsit

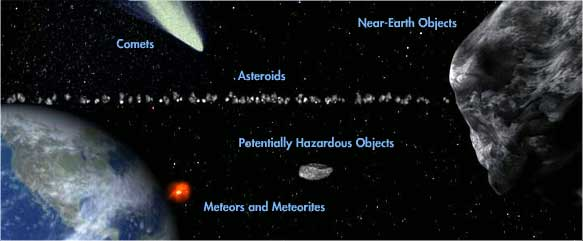
Gràfica d'objectes propers a la Terra

Basant-se en les reserves conegudes terrestres i el creixent consum en els països en desenvolupament, s'especula que els elements clau necessaris per a la indústria moderna, incloses antimoni, zinc, estany, plata, plom,  indi, or i coure, podrien esgotar a la Terra dintre de 50 a 60 anys. En resposta, s'ha suggerit que el platí, cobalt i altres elements valuosos dels asteroides puguin ser extrets i enviats a la Terra amb fins de lucre, i l'aigua extreta de gel podria ser usada per als propulsors de dipòsits, d'energia solar espacial, i els hàbitats espacials.
De fet, l'or, el cobalt, el ferro, el manganès, el molibdè, el níquel, l'osmi, el pal·ladi, el platí, el reni, el rodi, el ruteni, i el tungstè extrets de l'escorça terrestre, i que són essencials per al progrés econòmic i tecnològic, van venir originalment de la pluja d'asteroides que va colpejar la Terra després que l'escorça es va refredar. Això és així perquè, mentre que els asteroides i la Terra estaven congelats dels mateixos materials de partida, l'enorme gravetat de la terra va treure tots aquests elements pesants siderofílics (amants del ferro) al nucli del planeta durant la seva joventut fosa fa més de quatre mil milions d'anys. Això va deixar a l'escorça exhaurida d'aquests valuosos elements fins que els impactes d'asteroides es van reinfondre a l'escorça empobrida amb metalls.
El 2006, l'Observatori Keck, va anunciar que els  asteroides troians (617) Pàtrocle, i possiblement grans nombres d'altres  asteroides troians de Júpiter, són com a cometes extints i es componen en gran part per gel d'aigua. De la mateixa manera, els cometes de la família de Júpiter i, possiblement, els asteroides propers a la Terra que són els cometes extints, també podrien proporcionar aigua de manera econòmica. El procés de la utilització in-situ dels recursos, utilitzant materials nadius de l'espai per al propulsor, tancs d'emmagatzematge, protecció radiològica, i altres de gran massa components de la infraestructura de l'espai, podria conduir a reduccions radicals en el seu cost.
El gel complirà una de dues condicions necessàries per permetre «l'expansió humana en el Sistema Solar» (l'objectiu final per al vol espacial humà proposat per la "Comissió Agustine" de 2009: Review of United States Human Space Flight Plans Committee , Comitè de Revisió dels Plans de Vols Espacials Humans dels Estats Units): la sostenibilitat física i la sostenibilitat econòmica.
Des del punt de vista astrobiològic, l'exploració dels asteroides podria proporcionar dades científiques per a la recerca d'intel·ligència extraterrestre (SETI). Alguns astrofísics han suggerit que si civilitzacions intel·ligents i més avançades van arribar al sistema solar, hi ha una certa probabilitat que aquestes civilitzacions es dirigissin cap a la mineria d'asteroides durant molt de temps. Si és així, les característiques de les seves activitats mineres podrien ser detectables des de la Terra.

## Selecció d'asteroides

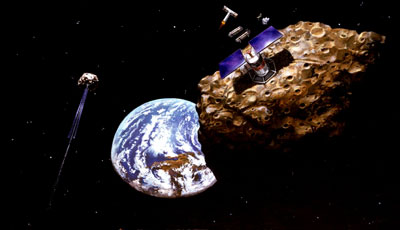
Concepció artística de la mineria d'asteroides

Un important factor per considerar en la selecció d'objectius és l'economia orbital, en particular el canvi de velocitat (Δv) i el temps de viatge cap i des de l'objectiu. Més del material natiu extret ha de ser utilitzat com a propergol en trajectòries de més Δ v, retornant així com a menor càrrega. Les trajectòries de Hohmann directes són més ràpides que les trajectòries de Hohmann assistides per sobrevols planetaris i / o lunars, els quals són més ràpids que els de la Xarxa de Transport Interplanetari, però l'última té menor Δ v que la primera.
Els asteroides propers a la Terra són considerats com a candidats per a les primeres activitats mineres. Les seves baixes localitzacions de Δ v els tornen disponibles per al seu ús en l'extracció de materials de construcció per a les instal·lacions amb base en l'espai properes a la Terra, reduint en gran manera el cost econòmic de transportar subministraments en l'òrbita de la Terra.
| Missió                            | Δv       |
| --------------------------------- | -------- |
| Superfície de la Terra a OBT*     | 8.0 km/s |
| OBT a asteroide proper a la Terra | 5.5 km/s |
| OBT a superfície lunar            | 6.3 km/s |
| OBT a llunes de Mart.             | 8.0 km/s |
| *OBT és Òrbita baixa terrestre    |          |

La taula a la dreta mostra una comparació dels requeriments de Δ v per a diverses missions. En termes de requeriments d'energia de propulsió, una missió a un asteroide proper a la Terra se compara favorablement a missions de mineria alternatives.

## Consideracions per a la mineria
N'hi ha tres opcions per a la mineria:
1. Portar matèries primeres dels asteroides a la Terra per al seu ús.
2. Processar en el lloc per portar només materials processats, i potser produir propel·lents per al viatge de tornada.
3. Transportar l'asteroide a una òrbita segura al voltant de la Lluna, la Terra o l'Estació Espacial Internacional.[5] Això pot hipotèticament permetre que la majoria de materials sigui utilitzat i no desaprofitat.[7]

El processament in situ per al propòsit d'extreure minerals d'alt valor reduirà els requeriments d'energia per transportar els materials, tot i que les instal·lacions de processament han de ser transportades primer al lloc de mineria.
Les operacions de mineria requereixen un equip especial per manejar l'extracció i el processament dels minerals en l'espai exterior. La maquinària necessitarà ser ancorada al cos, però un cop al seu lloc, el mineral pot ser mogut més fàcilment a causa de l'absència de gravetat. L'acoblament amb un asteroide pot ser realitzat usant un procés tipus arpó, on un projectil penetra la superfície per servir com una àncora, i llavors un cable connectat és usat per hissar el vehicle a la superfície, si l'asteroide és prou rígid perquè un arpó sigui efectiu.
Degut a la distància des de la Terra fins a un asteroide seleccionat per mineria, el temps de viatge rodó per a les comunicacions haurà de ser de diversos minuts o més, excepte durant les ocasionals aproximacions a la Terra pels asteroides propers a ella. Així, qualsevol equip de mineria necessitarà ja sigui ser altament automatitzat, o serà necessària una presència humana propera. Els humans també serien útils per resoldre problemes i per al manteniment de l'equip. D'altra banda, els retards de diversos minuts en les comunicacions no han impedit l'èxit de l'exploració robòtica de Mart, i els sistemes automatitzats serien molt menys costosos per construir i desplegar.

## Material d'extracció

### Mineria a cel
El material és successivament raspat de la superfície en un procés comparable a la mina a cel obert. Hi ha una forta evidència que molts asteroides consisteixen en piles de runa, fent possible aquesta aproximació.

### Mineria de pou
Una mina pot ser excavada en l'asteroide, i el material extret a través del pou. Això exigeix un coneixement precís per dissenyar la precisió de  astrolocalització sota el regolit superficial i un sistema de transport per portar el mineral desitjat a la planta de processament.

### Rasclets magnètics
Els asteroides amb un alt contingut de metall poden ser coberts en grans solts que poden ser recollits mitjançant d'un  imant.

### Calefacció
Per als materials volàtils en estels extingits, la calor pot ser utilitzat per fondre i evaporar la matriu.

### Màquines autoreplicants
Un estudi de la NASA el 1980 titulat Automatització Avançada per a les missions espacials va proposar una fàbrica complexa automatitzada a la Lluna que podria funcionar durant diversos anys per construir una còpia de si mateixa. El creixement exponencial de les fàbriques durant molts anys podria refinar grans quantitats de regolit lunar. Des de 1980 hem vist diverses dècades d'avenços tecnològics en la miniaturització, la nanotecnologia, ciència de materials i fabricació additiva (o la Impressió 3D).
El poder de la autoreplicació és convincent. Per exemple, una màquina autoreplicant d'1 kg que funcioni amb energia solar, a la qual li prengui un mes per fer una còpia de si mateixa podria, després de només dos anys i mig (30 duplicacions), refinar més de mil milions de quilograms de material de l'asteroide sense cap intervenció humana. Deu mesos més tard tindria un bilió de kg de qualsevol metall utilitzat per fabricar els dispositius, que podrien ser "recollits" en qualsevol moment. Cap gran massa d'equips necessita ser lliurada a l'asteroide, en efecte, només la informació que es va aplicar al disseny de l'equip més el dispositiu d'1 kg en si mateix.

## Economia
Actualment, la qualitat del mineral i la consegüent despesa i la massa de l'equip necessari per extreure són desconeguts i només poden ser especulats. Les anàlisis econòmiques indiquen que el cost de retornar els materials d'asteroides a la Terra és molt més gran que el seu valor de mercat, i que la mineria d'asteroides no atraurà a la inversió privada amb preus actuals dels productes i els costos de transport espacial. No obstant això, els mercats potencials per als materials poden ser identificats i generar beneficis, si el cost d'extracció és portat cap avall. Per exemple, el lliurament de múltiples tones d'aigua a una òrbita baixa terrestre per a la preparació de combustible de coets per al turisme espacial podria generar un benefici significatiu.
El 1997 es va especular que un asteroide metàl·lic relativament petit amb un diàmetre d'1,6 km conté més de 20 bilions de dòlars el valor de la indústria i els metalls preciosos. Un relativament petit Asteroide de tipus M amb un diàmetre mitjà d'1 quilòmetre podria contenir més de dos milions de tones mètriques de mineral de ferro - níquel, o de dues a tres vegades la producció anual de 2004. L'asteroide (16) Psique es creu que conté 1.7 × 10 19 kg de níquel-ferro, que podrien subministrar el requisit de la producció mundial de diversos milions d'anys. Una petita porció del material extret també seria metalls preciosos.
Tot i que Planetary Resources diu que el platí d'asteroides de 30 metres de llarg val de 25 a 50 milions de dòlars, un economista va assenyalar que cap font exterior de metalls preciosos no podria reduir prou els preus com per, possiblement, condemnar l'empresa.

## Projectes miners proposats
El 24 d'abril de 2012, un pla va ser anunciat per empresaris multimilionaris per minar els recursos dels asteroides. La companyia es diu Planetary Resources i els seus fundadors es troben el director de cinema i explorador James Cameron, així com el cap executiu de Google, Larry Page i el seu president executiu, Eric Schmidt. També planegen crear un dipòsit de combustible a l'espai per a l'any 2020 mitjançant l'ús d'aigua dels asteroides, que podria ser dividida en l'espai per obtenir oxigen i hidrogen líquid com a combustible per a coets. A partir d'aquí, podria ser enviat a l'òrbita de la Terra per a la recàrrega de combustible dels satèl·lits comercials o naus espacials.
El pla ha estat rebut amb escepticisme per alguns científics que no ho veuen com a rendible, malgrat que el platí i l'or valen gairebé £ 35 per gram (1600 dòlars per unça). Una propera missió de la NASA, (OSIRIS-REx), per retornar només 60 grams (dues unces) de material d'un asteroide a la Terra tindrà un cost al voltant de mil milions de dòlars. Planetary Resources admet que, per tal de tenir èxit, haurà de desenvolupar tecnologies que disminueixin el cost dels vols espacials.

## Galeria

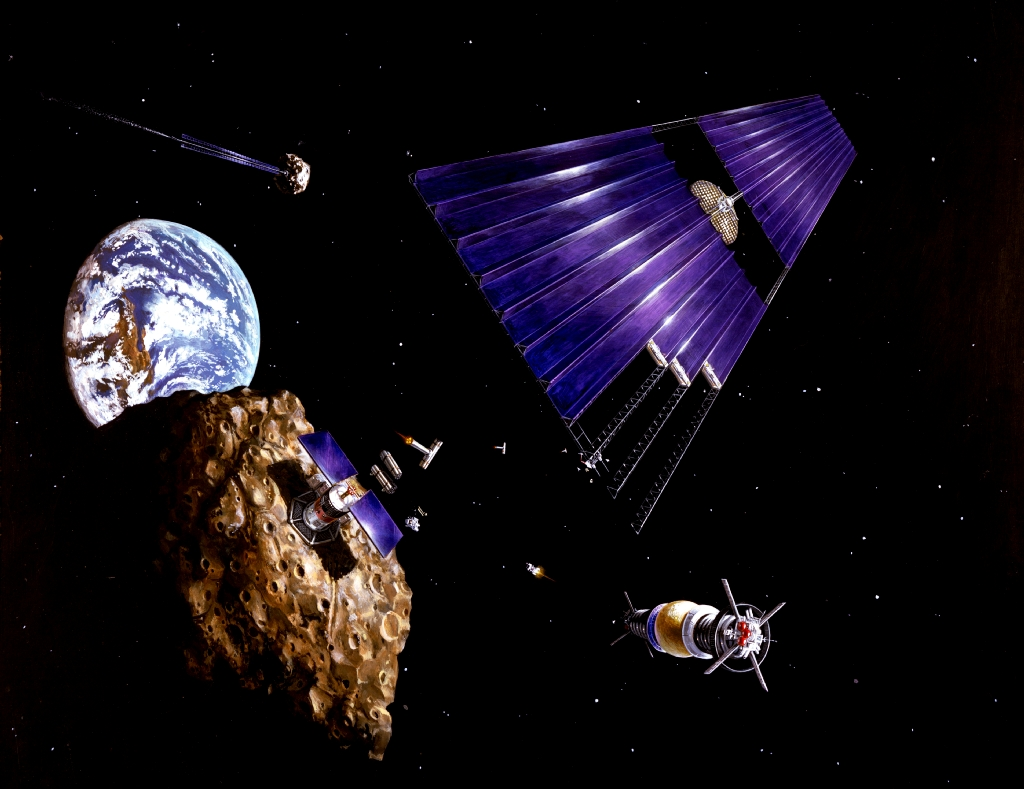
Concepció artística de la dècada de 1970 de la mineria d'asteroides.
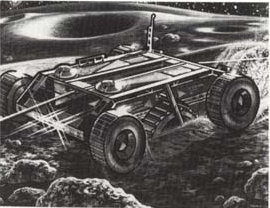
Concepte artístic d'un vehicle de la mineria d'asteroides com es veia el 1984.
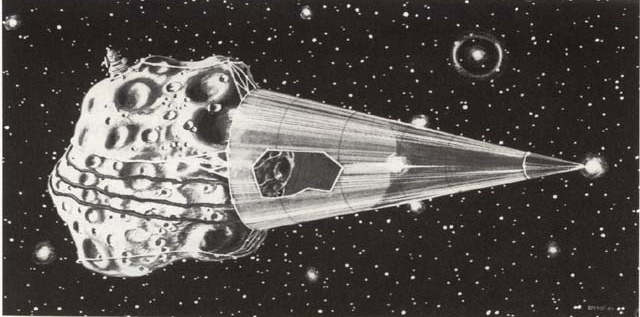
Concepte artístic d'un asteroide mogut por una corretja de sujecció espacial.
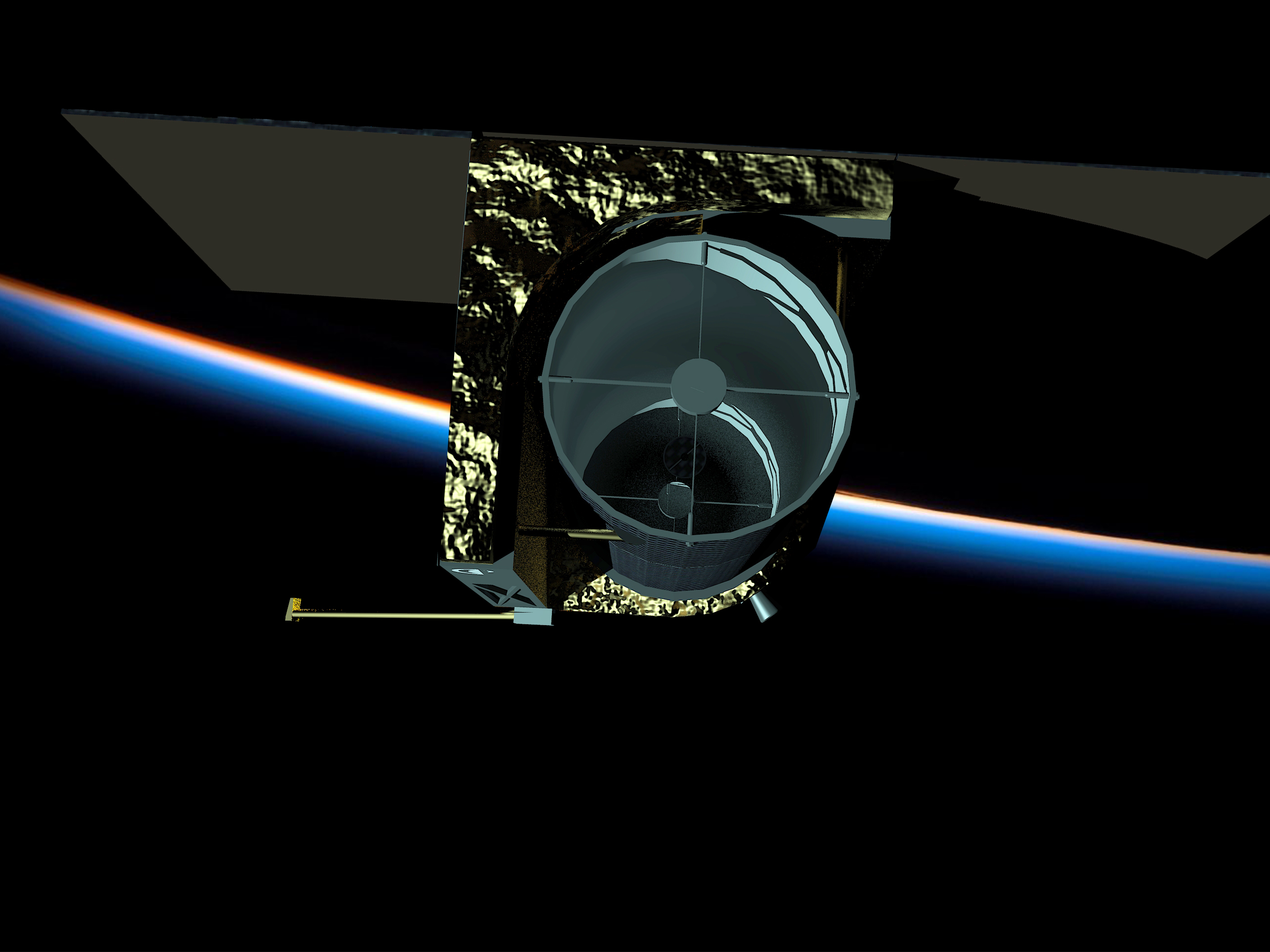
Un telescopi espacial del futur dissenyat per l'empresa Planetary Resources per trobar asteroides.

### Publicacions
- Space Enterprise: Beyond NASA / David Gump (1990) ISBN 0-275-93314-8.
- Mining the Sky: Untold Riches from the Asteroids, Comets, and Planets / John S. Lewis (1998) ISBN 0-201-47959-1
- Ricky Lee: Law and Regulation of Commercial Mining of Minerals in Outer Space. Springer, Dordrecht 2012, ISBN 978-9400720381